# Печатниковское сельское поселение
Печатниковское сельское поселение — упразднённое муниципальное образование в составе Холм-Жирковского района Смоленской области России.
Административный центр — деревня Печатники.
Образовано Законом от 28 декабря 2004 года. Упразднено Законом Смоленской области от 20 декабря 2018 года с включением всех входивших в его состав населённых пунктов к 1 января 2019 года в Тупиковское сельское поселение.

## Географические данные
- Общая площадь: 185.94  км²
- Расположение: северо-восточная часть Холм-Жирковского района
- Граничит:
  - на севере — с  Тупиковским сельским поселением
  - на востоке — с  Новодугинским районом
  - на юго-востоке — с Болышевским сельским поселением
  - на юге — с  Лехминским сельским поселением
  - на юго-западе — с Канютинским сельским поселением
  - на западе — с Никитинским сельским поселением
  - на северо-западе — с  Тверской областью
- Крупные реки: Немощенка, Соля.
- По территории поселения проходит железная дорога Дурово — Владимирский Тупик, станций нет.

## Население
| 2011 | 2012 | 2013 | 2014 | 2015 | 2016 | 2017 |
| ---- | ---- | ---- | ---- | ---- | ---- | ---- |
| 248  | ↘238 | ↘224 | ↘210 | ↘207 | ↗210 | ↗212 |
| 2018 | 2019 |      |      |      |      |      |
| ↘202 | ↘197 |      |      |      |      |      |

## Населённые пункты
На территории поселения находятся 11 населённых пунктов:
- Печатники, деревня
- Александровка, деревня
- Бесково, деревня
- Владимирское, деревня
- Екимово, деревня
- Караваево, деревня
- Малая Чернея, деревня
- Никитинка, деревня
- Ольшанка, деревня
- Осипцево, деревня
- Сластихино, деревня

## Экономика
Сельхозпредприятия, магазины .